# Antoni Governa i Masseguer
Antoni Governa Masseguer (Santa Coloma de Queralt, 5 d’abril de 1828 – 26 de juny de 1897, Barcelona), també conegut com a Pare Governa, va ser un sacerdot jesuïta català.
Governa cursa estudis eclesiàstics en el Seminari de Vic. Després de ser nomenat sacerdot (1854), comença la seva carrera com a novicià del santuari jesuïta de Loiola, on retornarà el 1859 després de fer parada a Mallorca, instruir-se en Teologia a Laval (1856), i Salamanca (1858).
A principis dels anys seixanta possiblement es troba a Catalunya, atès que contribueix a la instal·lació de les Germanes Carmelites a Santa Coloma de Queralt (1862), en una empresa conjunta amb Joan Segura i Valls. A la seva vila natal també promou la construcció de la capelleta de santa Coloma a la carretera de Montblanc. Vers aquests anys ensenya filosofia a Lleó i Tortosa, fins que és destinat a Calataiud com a superior de la residència jesuïta, començant així la seva trajectòria com a operari evangèlic.
Acabat el Sexenni Democràtic, la figura de Governa comença a fer-se cèlebre. El 1874 funda el col·legi del Sagrat Cor Jesús al carrer de Casp de Barcelona; també aquest any comença la seva tasca com a missioner, essent reconegut pel fervor de la seva oratòria, i per l'assistència de milers de feligresos als seus sermons.
Entre 1884 i 1890, Governa exerceix de superior de la Residència jesuïta de València. Com havia fet prèviament a Barcelona, impulsa la construcció del temple del Sagrat Cor. Les obres, inaugurades el 4 d'agost de 1884, culminen amb la inauguració del temple el 17 de novembre de 1886. Governa aconsegueix que totes les congregacions jesuïtes de València s'hi concentrin, convertint-se en el centre espiritual més concorregut de la ciutat.
Durant la seva estada a València, Governa rep continuades amonestacions del cardenal Antolín Monescillo per apropar-se excessivament a les tesis integristes. Segons Manuel Revuelta, les missions que impulsa als municipis valencians es conceben com «combats o conquistes espirituals» contra els lliurepensadors.
Arran de la visita a València del carlista Enrique d’Aguilera (10 d’abril de 1890) s'organitza una manifestació contra ell que acaba amb la crema de les dues cases jesuïtes que hi havia llavors a València. Els revoltats van demanar la dimissió de Governa, que aquell mateix any retorna a Catalunya.
Al Principat, torna a involucrar-se en un afer polèmic. A En defensa pròpia, Jacint Verdaguer l’acusa d’haver provocat que perdés el favor del marquès de Comillas.
Eladio Romero documenta que la presència de Governa era habitual en les execucions de finals del segle xix a Catalunya, com ara en l'execució de Joaquim Figueras el 19 de juny de 1895 a Castelldefels.
El 1896, trobant-se ja malalt, es muda a Saragossa com a superior de la Residència jesuïta. Poc després d’haver pres possessió del càrrec, s'accentua la neoplàsia esofàgica que sofria. Governa mor el 26 de juny de 1897 a Barcelona.

## Personatge aLa Regenta
En un fragment del capítol XXV de La Regenta, Leopoldo Alas fa referència a un jesuïta missioner anomenat «Padre Goberna». El personatge de Clarín és d’origen francès, però aquesta descripció inclina a creure que està inspirat en Antoni Governa:
"Esto fue a la mitad de la Cuaresma. Vetusta se entregó con reduplicado fervor a sus devociones. Los jesuitas misioneros habían pasado también por allí como una granizada; las flores de amor y alegría que sembrara el carnaval las destruyeron a penitencia limpia el Padre Maroto, un artillero retirado que predicaba a cañonazos y sacaba el Cristo, y el Padre Goberna, un melifluo padre francés que pronunciaba el castellano con la garganta y las narices y hablaba de Gomogga y citaba las grandezas de Nínive y de Babilonia, ya perdidas, al cabo de los años mil, como prueba de la pequeñez de las cosas humanas. Ello era que Vetusta estaba metida en un puño. Entre el agua y los jesuitas la tenían triste, aprensiva, cabizbaja. El aspecto general de la naturaleza, parda, disuelta en charcos y lodazales, más que a pensar en la brevedad de la existencia convidaba a reconocer lo poco que vale el mundo. Todo parecía que iba a disolverse. El Universo, a juzgar por Vetusta y sus contornos, más que un sueño efímero, parecía una pesadilla larga, llena de imágenes sucias y pegajosas. El Padre Goberna, que sabía dar color local a sus oraciones, no decía en Vetusta que no somos más que un poco de polvo, sino un poco de barro. ¿Polvo en Vetusta? Dios lo diera".